# شهرستان واشینگتن (اکلاهما)
شهرستان واشینگتن، اکلاهما (به انگلیسی: Washington County, Oklahoma) شهرستانی در ایالات متحده آمریکا است که در اکلاهما واقع شده‌است.

## خصوصیات
شهرستان واشینگتن ۱٬۰۹۸٫۱۶ کیلومترمربع مساحت دارد.